# Авиценна (фильм)
«Авиценна» — советский исторический цветной художественный фильм, снятый в 1956 году режиссёром Камилем Ярматовым по сценарию Виктора Витковича и Сатыма Улуг-Зоде на Ташкентской киностудии.
Премьера фильма состоялась 9 декабря 1957 года.

## Сюжет
В центре биографического фильма — судьба восточного философа, врача, учёного и поэта Абу-Али Ибн-Сины, жившего в Бухаре в X веке и известному в Европе под именем Авиценны.
Восемнадцатилетний лекарь Ибн-Сина спасает от смертельной болезни эмира. Отказываясь от вознаграждения и почестей, юноша просит в награду лишь допуск в эмирское хранилище книг. Изучение трудов древних учёных, философов, врачей, наблюдения над природой, многочисленные опыты приумножают познания Ибн-Сины. Вероломное нападение на Бухару войск правителя Газны Махмуда, подвергшего город разорению, предавшего огню величайшее книгохранилище мира, вынуждает главного героя покинуть родину. После долгих лет скитаний он вместе со своим учеником и помощником Джузджани приходит в столицу Хорезма Гургандж, чтобы объявить войну свирепствующей здесь чуме…

## В ролях
- Марат Арипов — Авиценна (озвучивает Николай Александрович)
- Тулкун Таджиев — Джузджани (озвучил Владимир Прохоров)
- Аббас Бакиров — султан Махмуд Газнави (озвучил Михаил Погоржельский)
- Мухаммеджан Касымов — Майманди, визирь султана Махмуда (озвучил Алексей Кельберер)
- Раззак Хамраев — Бируни, среднеазиатский учёный-энциклопедист (озвучил Алексей Алексеев)
- Обид Джалилов — Чагани (озвучил Яков Беленький)
- Рахим Пирмухамедов — Абулхаир (озвучил Ростислав Плятт)
- Кудрат Ходжаев — посол (озвучил Сергей Цейц)
- Алим Ходжаев — отец Авиценны (нет в титрах)
- Хикмат Латыпов — фанатик
- Гани Агзамов — библиотекарь (нет в титрах)
- Сайфи Алимов — эпизод (нет в титрах)
- Асли Бурханов — эмир (нет в титрах)
- Сагат Талипов — эпизод (нет в титрах)
- Туфа Фазылова

В 1964 году фильм был восстановлен в первый раз, затем вторично в 1979 на киностудии им. М. Горького (в чёрно-белом варианте).

## Награды
- Вторая премия за художественное оформление (В. Еремян) и поощрительный диплом режиссёру (К. Ярматов) Всесоюзного кинофестиваля 1958 года в Москве.